# Melanoplus tumidicercus
Melanoplus tumidicercus är en insektsart som beskrevs av Theodore Huntington Hubbell 1932. Melanoplus tumidicercus ingår i släktet Melanoplus och familjen gräshoppor. Inga underarter finns listade i Catalogue of Life.